# Polonia Warszawa

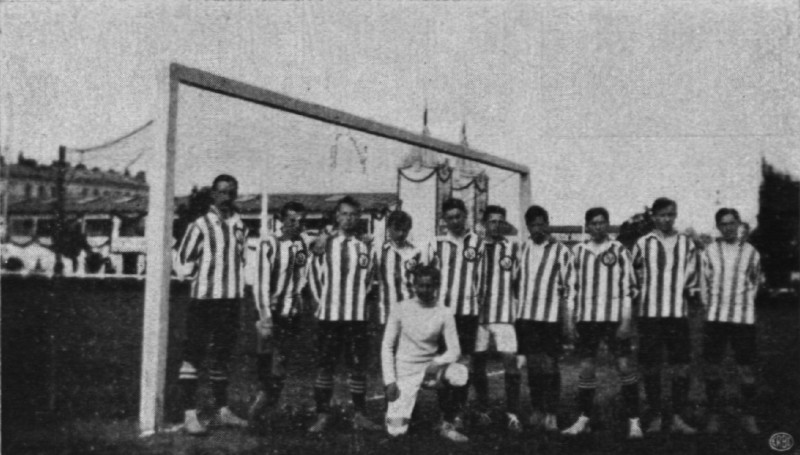
Polonia Warszawa 1912

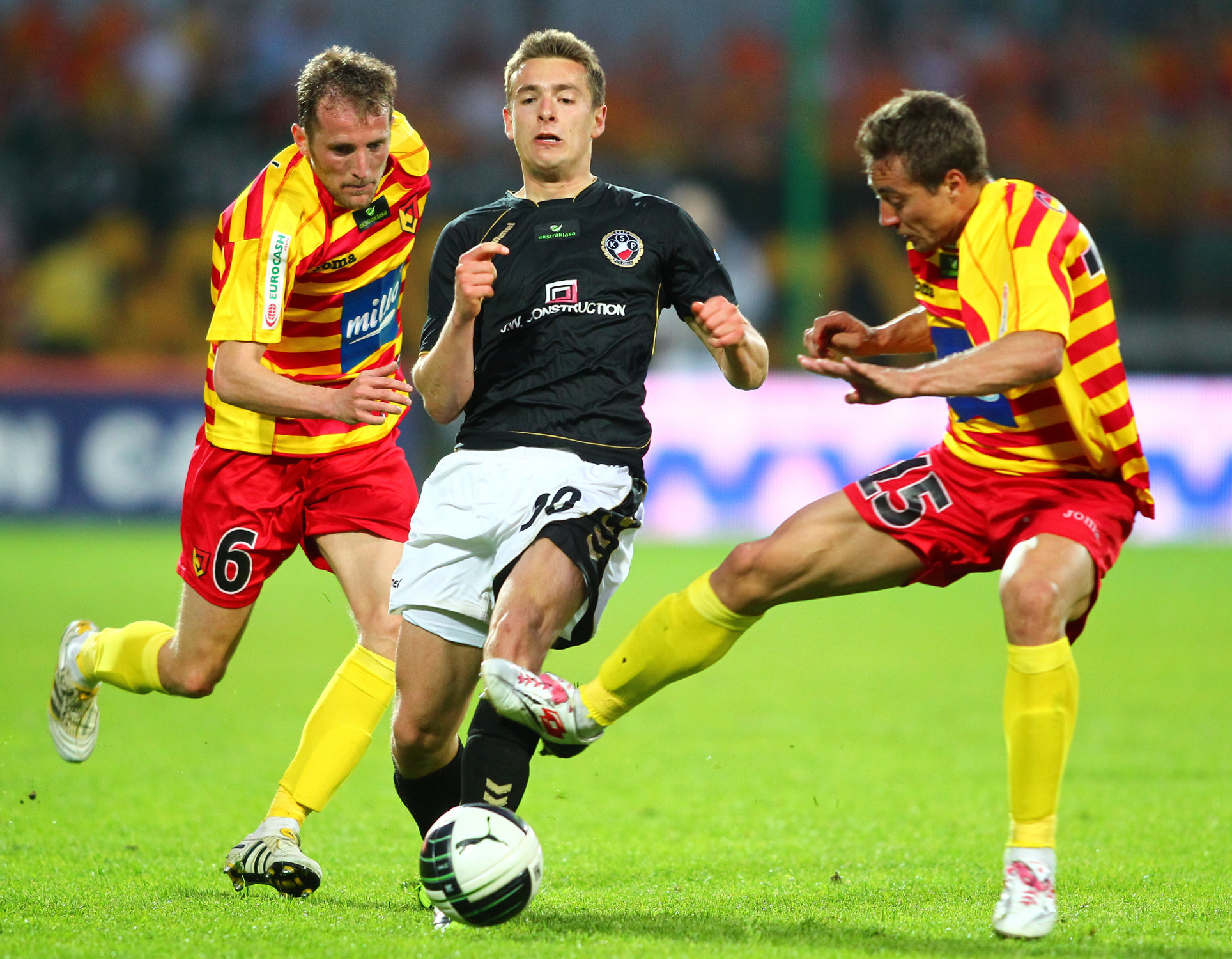
Polonia Warszawa v Jagiellonia Białystok

Polonia Warszawa, bildad 1911, är en sportklubb från den polska huvudstaden Warszawa. Man bedriver basket och fotboll.
Fotbollslaget spelar för närvarande i den polska tredjedivisionen (III Liga).

## Fotbollslagetsmeriter
- Polska mästare: 1946, 2000
- Polska cupen: 1952, 2001
- Polska ligacupen: 2000
- Polska supercupen: 2000
- Semifinal i UEFA Intertoto Cup: 1999
- Polska U-19-mästare: 1977
- Polska U-19-mästerskapstvåa: 2005, 2005

## Kända spelare
Albanien
- Edgar Çani

Litauen
- Tomas Zvirgzdauskas

Polen
- Maciej Bykowski
- Radosław Majewski
- Emmanuel Olisadebe
- Euzebiusz Smolarek